# Тяпак, Мартин
Ма́ртин Тя́пак (словац. Martin Ťapák; 13 октября 1926, Лиесек, Чехословакия, ныне Словакия — 1 февраля 2015, Братислава, Словакия) — словацкий кинорежиссёр, сценарист, хореограф, актёр театра и кино.

## Биография
Начинал карьеру в кинематографе как актёр. Был хореографом, в частности, на картинах «Молодые сердца» и «Родная земля»). Поставил документальные фильмы о танцах: «Баллада о Марине Войтовой», «Танцевальные миниатюры», «Лужок, где спит ветер», «Мой зелёный венок» и другие. Создал поэтический фильм «Невеста». В ряде фильмов использовал словацкий фольклор.

## Избранная фильмография

### Актёр
- 1948 — Белая тьма / Bílá tma — Назаров
- 1948 — Волчьи норы / Vlcie diery — партизан Саша
- 1950 — Катка / Katka — тракторист
- 1951 — Плотина / Priehrada
- 1952 — Операция Б / Akce B — рядовой Ондра
- 1954 — Песни гор / Rodná zem — Мартин
- 1955 — Красный мак / Cervený mak — капитан
- 1958 — Непобеждённые / Neporažení — Янко
- 1958 — Зонтик святого Петра / Szent Péter esernyöje (Венгрия)
- 1958 — Заблудившееся орудие / Zatoulané dělo — водитель капрал Малек Матко
- 1959 — Капитан Дабач / Kapitán Dabac — солдат Мато
- 1959 — / Muz, ktory sa nevrátil
- 1960 — Пращник / Práče — Галло
- 1961 — Песня о сизом голубе / Piesen o sivom holubovi — партизан
- 1963 — Икар-1 / Ikarie XB 1 — Пётр Кубеш, биолог
- 1963 — Яношек / Jánosík — молодой венгр (в советском прокате «Горные мстители»)
- 1965 — Сыновья Большой Медведицы / Die Söhne der großen Bärin — Шонка
- 1975 — День, который не умрёт / Deň, ktorý neumrie — Рыбин, капитан, советский партизан
- 1982 — Три золотых волоса / Plavcík a Vratko — Отлак
- 1989 — 1993 — История криминалистики / Dobrodruzství kriminalistiky — доктор Баси (сериал)

### Режиссёр
- 1964 — Баллада о Марине Войтовой / Balada o Vojtovej Maríne (ТВ)
- 1972 — Завтра будет поздно… / Zajtra bude neskoro (c Александром Карповым, СССР)
- 1972 — Невеста / Nevesta hôl (по Франтишеку Швантнеру)
- 1973 — Путешествие в Сантьяго / Putovanie do San Jaga
- 1975 — День, который не умрёт / Deň, ktorý neumrie
- 1976 — Пахо, гибский разбойник / Pacho, hybsky zbojnik
- 1978 — Пустой двор / Pusty dvor
- 1981 — Часы / Hodiny
- 1982 — Три золотых волоса / Plavcík a Vratko
- 1982 — Неудачник — смелый рыцарь / Popolvár najväcsí na svete
- 1986 — Парниковая Венера / Skleníková Venusa
- 1986 — Петух не запоёт / Kohút nezaspieva
- 1986 — / Návrat Jána Petru
- 1988 — / Nedaleko do neba
- 1989 — Чардаш Монти / Montiho čardáš

### Сценарист
- 1976 — Пахо, гибский разбойник / Pacho, hybsky zbojnik
- 1986 — Парниковая Венера / Skleníková Venusa
- 1986 — / Návrat Jána Petru
- 1988 — / Nedaleko do neba

## Награды
- 1969 — Заслуженный артист ЧССР
- 1988 — Народный артист ЧССР
- 2002 — Крест Президента Словацкой Республики II степени
- 2007 — Крест Прибины I класса